# Plestiodon indubitus
Espèce
Synonymes
- Eumeces indubitus Taylor, 1933
- Plestiodon brevirostris indubitus (Taylor, 1933)

Plestiodon indubitus est une espèce de sauriens de la famille des Scincidae.

## Répartition
Cette espèce est endémique du Mexique. Elle se rencontre au Guerrero, au Morelos et au Michoacán.

## Publication originale
- Taylor, 1933 : A new species of lizard from Mexico. University of Kansas science bulletin, vol. 21, no 5, p. 257-267 (texte intégral).